# Kim Jae-kyung
Kim Jae-kyung (Hangul: 김재경, Hanja: 金栽經, Hán-Việt: Kim Tài Kinh; sinh ngày 24 tháng 12 năm 1988) là một nữ ca sĩ và diễn viên người Hàn Quốc trực thuộc công ty giải trí Namoo Actors. Trước khi hoàn toàn chuyển sang diễn xuất, cô là thành viên và là trưởng nhóm của nhóm nhạc nữ Hàn Quốc Rainbow.

## Sự nghiệp
Năm 2010, cô trở thành thành viên cố định trong chương trình truyền hình tạp kỹ Honey Jar. Cùng năm, cô cũng trở thành thành viên cố định trong chương trình truyền hình 100 Points Out of 100. Ngày 31 tháng 3 năm 2012, cô đóng vai chính Na Yoo-mi trong bộ phim truyền hình Monster của đài JTBC. Năm 2012, cô trở thành thành viên chính thức trong chương trình truyền hình Law of the Jungle W. Tháng 12 năm 2013, cô đã được xác nhận sẽ tham gia chương trình thực tế mới của đài tvN,The Genius: Rule Breaker, cùng với 12 nhân vật đại diện khác từ các lĩnh vực công việc khác nhau như nhân vật truyền hình, chính trị gia, tay cờ bạc, v.v. Cô là người thứ hai bị loại.

## Danh sách phim

### Phim điện ảnh
| Năm  | Tựa đề      | Vai                     | Ghi chú   | Ng.   |
| ---- | ----------- | ----------------------- | --------- | ----- |
| 2010 | Heartbeat   | Thành viên nhóm nhạc nữ | Khách mời |       |
| 2021 | Way Station | Han Ji-ah               | Vai chính | [ 7 ] |

### Phim truyền hình
| Năm  | Tựa đề                             | Kênh | Vai                        | Ghi chú             | Ng.           |
| ---- | ---------------------------------- | ---- | -------------------------- | ------------------- | ------------- |
| 2010 | Dae Mul                            | SBS  | Herself (Rainbow)          | Khách mời           |               |
| 2012 | Monster                            | JTBC | Na Yoo-mi                  | Vai chính           |               |
| 2012 | Gia đình rắc rối                   | KBS2 | Yoon Yoo-mi                | Khách mời           |               |
| 2013 | Lời hồi đáp 1994                   | tvN  | Jun Ji-hyun                | Khách mời           |               |
| 2014 | Inspiring Generation               | KBS2 | Meiling                    | Vai phụ             |               |
| 2014 | Quiz of God phần 4                 | OCN  | Im Tae-kyung               | Vai phụ             |               |
| 2014 | Turning Point                      | MBC  | Maeng Ran-young            | Vai phụ             |               |
| 2014 | My Lovely Girl                     | SBS  | Radio DJ                   | Khách mời           |               |
| 2016 | Madame Antoine: The Love Therapist | JTBC | Lee Yoo-ni                 | Khách mời (tập 3-4) |               |
| 2018 | Miracle That We Met                | KBS2 | Mao                        | Khách mời           |               |
| 2018 | Cuộc sống trên sao Hỏa             | OCN  | Han Mal-sook               | Vai phụ             | [ 8 ]         |
| 2018 | Người cha tồi                      | MBC  | Cha Ji-woo                 | Vai phụ             | [ 9 ]         |
| 2019 | Yêu từ cái nhìn đầu tiên           | SBS  | Veronica Park/Park Ok Soon | Vai phụ             | [ 10 ] [ 11 ] |
| 2021 | Thẩm phán ác ma                    | tvN  | Oh Jin-joo                 | Vai phụ             | [ 12 ]        |
| 2022 | Công tố viên chuyển sinh           | SBS  | Kim Han-mi                 | Vai phụ             | [ 13 ] [ 14 ] |